# 日本コミュニケーション学会
日本コミュニケーション学会（にほんコミュニケーションがっかい、英語: Japan Communication Association, JCA）は、1971年に日本太平洋コミュニケーション学会として設立された学会で、1985年に現名称に改称した。英語名称は、長らく Communication Association of Japan (CAJ) であったが、2014年以降は、現在のものになっている。
事務局を大阪市阿倍野区阪南町1-50-3（CR-ASSIST内）に置いている。　

## 活動
- 日本 - 国際コミュニケーション教育の研究・実践・普及[2]

## 学会誌
- 日本コミュニケーション学会刊行物一覧（国立情報学研究所収録：「Human communication studies」「Speech communication education」） 国立情報学研究所